# Hoehnea (revista)
Hoehnea (abreviado Hoehnea) es una revista con ilustraciones y descripciones botánicas que es editada en Sao Paulo desde el año 1971. Fue precedida por Arquivos de Botânica do Estado de São Paulo.